# سيلسو بورجيس
سيلسو بورجيس (بالبرتغالية: Celso Gavião‏) (28 فبراير 1956 بسانتوس، ساو باولو في البرازيل - ) هو لاعب كرة قدم برازيلي في مركز الدفاع. لعب مع أتلتيكو باراناينسي وبوتافوغو ريغاتاس ونادي باهيا ونادي بورتو ونادي سيارا ونادي غوياس ونادي فاسكو دا غاما ونادي فورتاليزا ونادي بوتافوغو اس بي ونادي أتلتيكو فيروفياريو ونادي سانتا كروز.

## روابط خارجية
- سيلسو بورجيس على موقع قاعدة بيانات كرة القدم.إي يو (الإنجليزية)